# Bactrocera allwoodi
Bactrocera allwoodi
 es una especie de díptero que Drew describió por primera vez en 1979. Bactrocera allwoodi pertenece al género Bactrocera de la familia Tephritidae.